# Перекопская улица (Санкт-Петербург)
Переко́пская улица — улица на границе Адмиралтейского и Кировского районов Санкт-Петербурга. Проходит от площади Стачек до набережной Бумажного канала.

## История
С 1870-х годов (по другим данным — 7 марта 1880 года) до 15 декабря 1952 года улица носила название Сутугиной улицы, по находившейся поблизости Сутугиной даче — владению купца Матвея Сутугина (по некоторым вариантам — непосредственно по фамилии самого купца). Это название отражено и в имени Сутугина моста, связывающего бывшую Сутугину улицу с парком Екатерингоф.
В книге «Городские имена сегодня и вчера» отмечены и более ранние названия улицы: Дворцовая улица (с 1804 по 1822 год) и Екатерингофская улица (с начала XIX века по 1877 год).
Улица получила современное название 15 декабря 1952 года в память о взятии красными Перекопа (Крым) у белых в 1920 году.

## Озеленение
Тротуар от проезжей части отделяют посадки клёнов, которых на улице насчитывается 27 по левой стороне (ведущей к Бумажному каналу) и 9 — по правой (итого — 36).

## Достопримечательности

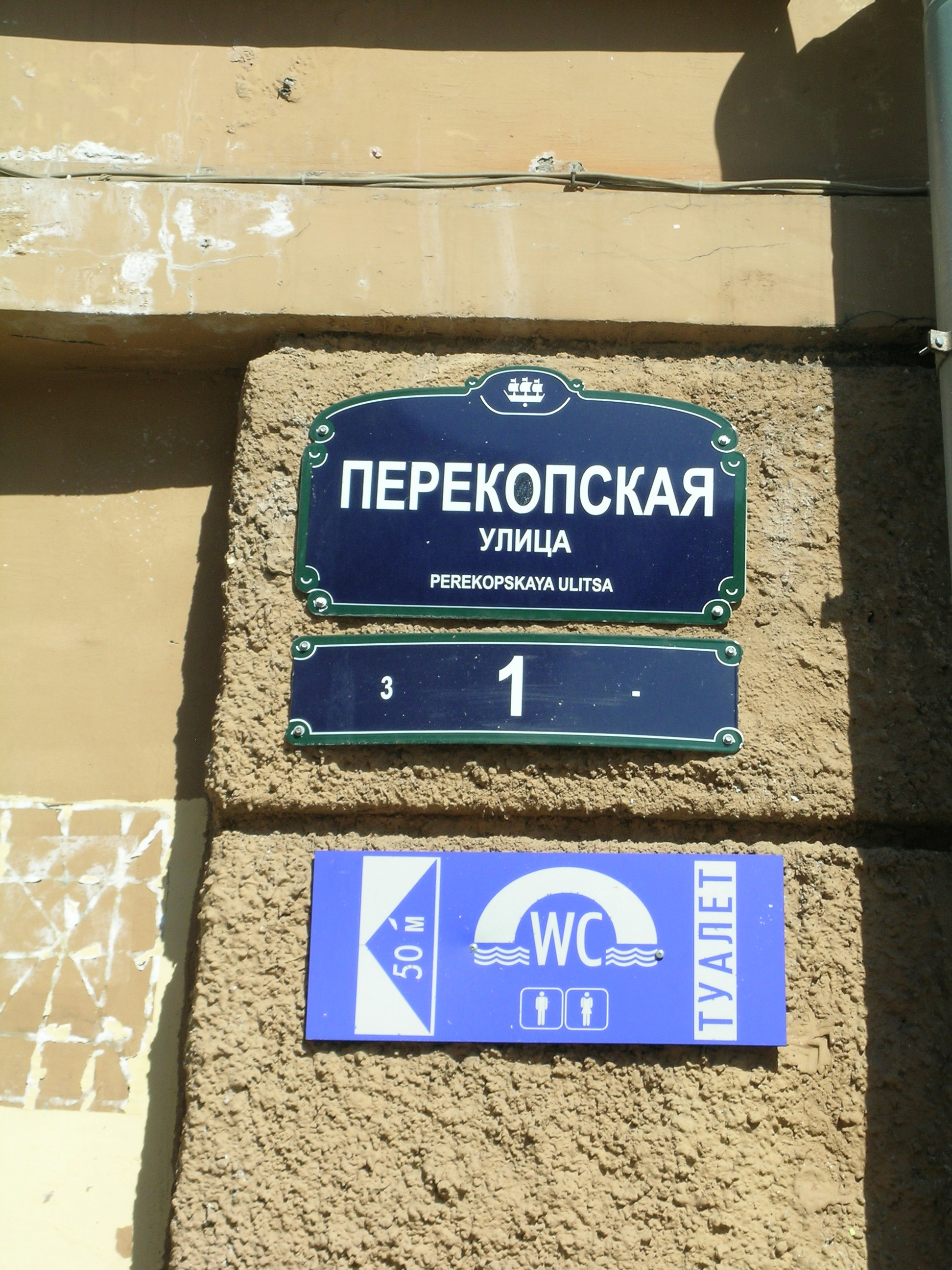

- На участке по адресу Перекопская 6/8 расположен конструктивистский стадион «Кировец».
- Бумажный канал отделяет Перекопскую улицу от парка Екатерингоф.